# Bilts Hoogkruis
Het Bilts Hoogkruis is een monument in de Nederlandse plaats De Bilt. Het beeld gedenkt het 900-jarig bestaan van de plaats De Bilt. Het beeld is gemaakt door Jelle Steendam van Duitse natuursteen. Het monument staat sinds 2013 in het Van Boetzelaerpark vlakbij de ingang Kerklaan, aan het wandelpad naar de Utrechtseweg. Het kruis verbeeldt als een stenen geschiedenisboek de historische connectie tussen De Bilt en Ierland. 

## Ierse connectie
Rond het jaar 1113 zoudenen enkele ridders zich teruggetrokken hebben in het veen om er een klooster te stichten. De middeleeuwse kroniek Chronicarum Hollandiae, Zelandiae et Frisiae meldt dat één van deze ridders, waarschijnlijk Theoderik, vooraf op bedevaart was geweest naar de louteringsgrot van St. Patrick op het eilandje in Noord-West Ierland. De grot uit deze legende was op het eilandje Lough Derg in het Ierse graafschap Donegal. De grot bood berouwvolle zondaars een voorproefje van de hel. Ridders uit heel Europa kwamen er naar toe om boete te doen voor hun krijgsverleden en een ander leven te beginnen. Na een bezoek aan de Ierse grot kwam Theoderik terug en stichtte samen met ridder Herman het Sint Laurentiusklooster bij Oostbroek. Vanuit het klooster, naar Iers model, werd het omliggende moerasgebied ontgonnen en ontstond De Bilt en de andere kernen van de huidige gemeente De Bilt. De Ierse inspiratie is gebleven, van Oostbroek tot Westbroek.

## Afbeeldingen
Naast de wapens van de plaatsen in de gemeente De Bilt: Hollandsche Rading, Westbroek, Groenekan, Achttienhoven, Bilthoven en Maartensdijk bestaan de afbeeldingen op het hoogkruis uit:
- Keltische vlechtmotieven en spiralen
- bijbelse afbeeldingen. Naast de zeven werken van barmhartigheid, de beschermengel, David met de harp en Maria met de drie wijzen. De vier in elkaar gedraaide slangen staan voor het gevecht tussen goed en kwaad.
- voorstellingen van personen uit de geschiedenis van het klooster zoals Ludolf, de eerste abt en abdis Henrica van Erp.
- voorstellingen van personen uit de legende zoals twee ridders te paard, St. Brigida, de vrouwelijke heilige van Ierland, St. Patrick en Sint Laurens (Sint Laurentius).

## Hoogkruisen
Hoogkruisen zijn kenmerkend voor de oude Keltisch-christelijke cultuur. Het zijn stenen monumenten die in Ierland, Schotland, Cornwall en Wales worden aangetroffen op kloosterterreinen en bij kerken, op begraafplaatsen en soms op kruispunten van wegen. Hoogkruisen kunnen tot zeven meter hoog zijn. De oudste hoogkruisen in Ierland dateren uit de zevende en achtste eeuw en zijn daarmee veel ouder dan 900 jaar. 

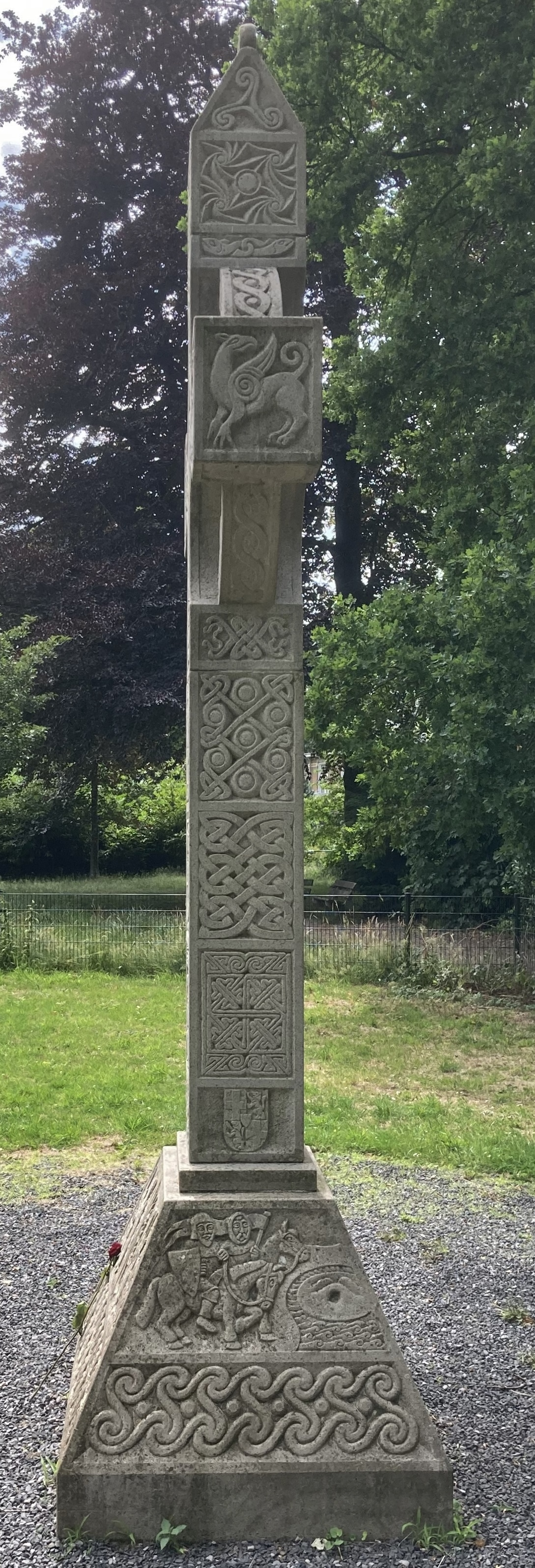
noord
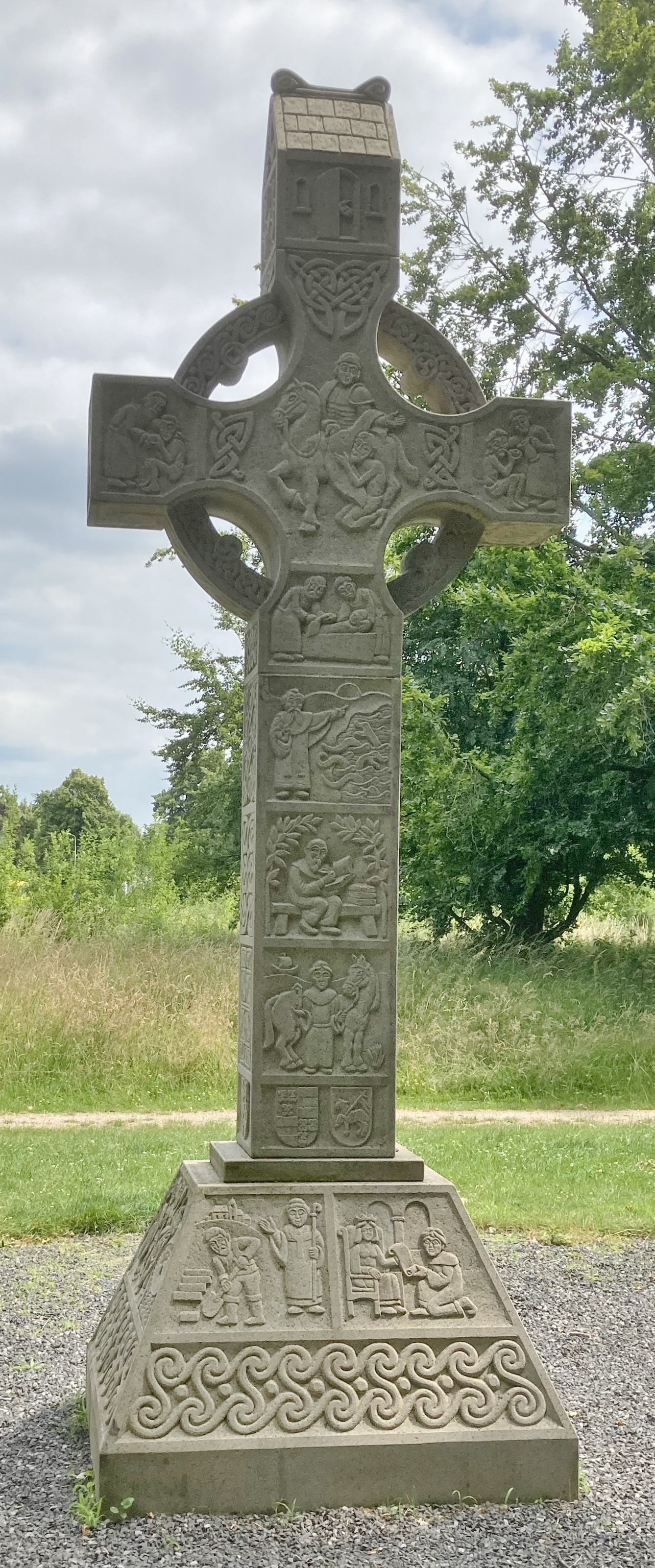
west
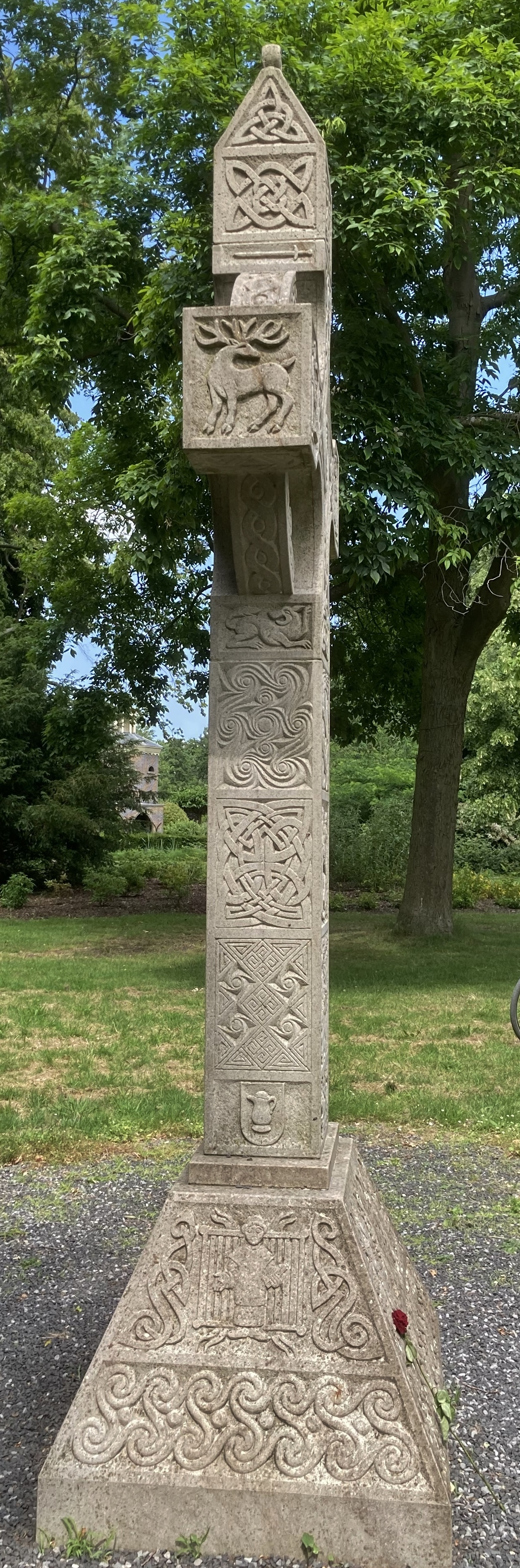
zuid